# Арукюласька сільська рада (Йиґеваський район)
А́рукюласька сільська рада (ест. Aruküla külanõukogu, рос. Арукюлаский сельский совет) — сільська рада в Естонській РСР, адміністративно-територіальна одиниця в складі повіту Тартумаа (1945—1950), Муствееського району (1950—1959) та Йиґеваського району (1959—1964).

## Населені пункти
Адміністративний центр — село Сірґувере, що розташовувалося на відстані 23 км на південний захід від міста Муствее.
Сільській раді до 1954 року підпорядковувалися села: 
Яска-Мурру (Jaska-Murru), Тараквере (Tarakvere), Рая (Raja), Кійґе (Kiige), Яама (Jaama), Йиеметса (Jõemetsa), Мяґізе-Олуквере (Mägise-Olukvere), Туулавере (Tuulavere), Сірґувере (Sirguvere), Вейе (Veie).
Після приєднання 1954 року території ліквідованої Роеласької сільської ради до складу сільради ввійшли населені пункти:
села: Левала (Levala), Соотна (Sootna), Путу (Putu), Арукюла (Aruküla), Маардла (Maardla), Ронівере (Ronivere), Каллівере (Kallivere), Рогкузе (Rohkuse), Ліннамяе (Linnamäe), Мяґізе-Вялья (Mägise-Välja), Вассевере (Vassevere), Кяйба (Käiba), Туулавере (Tuulavere); поселення  Роела (Roela asundus).
Землями, що належали сільраді, користувалися колгоспи «Іскра» («Säde»), «Полум'я» («Leek») та Маардлаське відділення Тормаського радгоспу.

## Історія
13 вересня 1945 року на території волості Вооре в Тартуському повіті утворена Арукюласька сільська рада з центром у селі Арукюла. Головою сільської ради обраний Рудольф Пуусепп (Rudolf Puusepp), секретарем — Йоозеп Пальяк (Joosep Paljak).
26 вересня 1950 року, після скасування в Естонській РСР повітового та волосного поділу, сільська рада ввійшла до складу новоутвореного Муствееського сільського району.
17 червня 1954 року в процесі укрупнення сільських рад Естонської РСР територія Арукюласької сільради збільшилася на півдні внаслідок приєднання земель ліквідованої Роеласької сільської ради.
24 січня 1959 року після скасування Муствееського району сільрада приєднана до Йиґеваського району.
25 квітня 1964 року Арукюласька сільська рада ліквідована. Її територія склала північно-західну частину Вассевереської сільської ради Йиґеваського району.